# Epizoanthus jingxingensis
Epizoanthus jingxingensis är en korallart som beskrevs av Zunan 1998. Epizoanthus jingxingensis ingår i släktet Epizoanthus och familjen Epizoanthidae. Inga underarter finns listade i Catalogue of Life.